# Жиро, Юбер (химик)
Юбе́р Жиро́ (фр. Hubert Girault; род. 13 февраля 1957 года, Сен-Мор-де-Фоссе, Франция) — швейцарский химик, профессор в Федеральной политехнической школе Лозанны, директор Лаборатории Физической и Аналитической Электрохимии. Специалист в области электрохимии на границе раздела жидкость-жидкость и мягкого вещества, технологии лаборатория на чипе, биоаналитической химии и масс-спектрометрии, искусственного расщепления воды, восстановления CO2, а также редокс батарей.
Профессор Жиро является автором более 500 научных публикаций с цитированием более 15 000 раз, и h-индексом равным 63. Кроме того, он является автором учебника «Электрохимия: Физическая и Аналитическая» (фр — «Electrochimie: Physique et Analytique»), который также опубликован на английском языке. Профессор Жиро является изобретателем и обладателем более 17 патентов. Помимо должности профессора в EPFL, он также является адъюнкт-профессором в Инженерном Исследовательском Центре Инновационных Научных Приборов, Министерства образования Китая, Фуданский Университет, Шанхай. Также он работал в качестве приглашенного профессора в ENS Cachan (Париж, Франция), Университете Фудана (Китай), Университете Киото (Япония), Пекинском университете (Китай) и Сямыньском университете (Китай).

## Академическая карьера
Юбер Жиро получил диплом инженера в области химической технологии в Институте Технологий Гренобля в 1979. Через три года после этого, в 1982, он завершил диссертацию на соискание степени доктора философии под названием: «Изучение интерфейсов с помощью методов обработки изображений капли» (eng — «Interfacial studies using drop image-processing techniques»), в Университете Саутгемптона, Англия. C 1982 по 1985, Юбер работал исследователем (постдоком) в Университете Саутгэмптона, пока не получил пост лектора по курсу физической химии в Университете Эдинбурга. В 1992, он стал профессором физической химии в Федеральной Политехнической Школе Лозанны, где продолжил преподавать данный предмет. Профессор Жиро является также основателем и директором Лаборатории Физической и Аналитической Электрохимии.
За свою карьеру Юбер несколько раз (1995—1997 и 2004—2008) был избран председателем химического факультета, который теперь называется Институт Химических и Инженерных Наук (eng — Institute of Chemical and Engineering Science (ISIC). Также он дважды (с 1997 по 1999 и с 2001 по 2004) был главой Учебной Комиссии по Химии и ответственным за стандарты химического и химико-технологического преподавания в Федеральной Политехнической Школе Лозанны. В настоящее время данная комиссия называется Секция Химии и Химической Технологии (eng — Section of Chemistry and Chemical Engineering).
C 1999 по 2000 профессор Жиро возглавлял докторскую программу по химии в Федеральной Политехнической Школе Лозанны в должности директора. В течение трёх лет (с 2011 по 2014) занимал пост декана Бакалаврских и Магистерских программ обучения в Федеральной Политехнической Школе Лозанны и руководил комплексной реформой образования, которая определила новые учебные планы в сентябре 2013. Эти изменения включили в себя введение нового учебного плана для первого года обучения, в котором две трети общих курсов стали общими для всех научных и инженерных специальностей, а также нового учебного плана бакалавриата, который более тесно совместил лекционные курсы, семинары и практических занятия в лаборатории. Юбер также занимался тщательным и основательным пересмотром магистерских программ и введением МООК для специальных курсов. На посту декана он ввёл меры по улучшению контроля качества образования, в частности, путем создания для каждого как для бакалавриата, так и магистратуры академической комиссии, ответственной за ежегодный аудит всей программы. На настоящий момент профессор Жиро возглавляет различные комитеты по приему абитуриентов как на уровне бакалавриата, так и магистратуры.
В течение своей долгой карьеры он руководил докторскими исследованиями более, чем 60 PhD студентов (+ около 10 на настоящий момент работают под его руководством), а также работал с множеством постдоков. Более 25 бывших студентов профессора Жиро на данный момент занимают позиции постдоков и профессоров в престижных высших учебных заведениях и институтах Канады, Китая, Дании, Франции, Ирландии, Японии, Кореи, Сингапура, Соединенного Королевства и США. Образовательная деятельность является важной частью его научной карьеры, так его конспекты легли в основу учебника «Электрохимия Физическая и Аналитическая» (eng — «Analytical and Physical Electrochemistry»).
Профессор Юбер Жиро всегда проявлял интерес к изданию научной литературы. В период между 1996 и 2001 годами он являлся помощником редактора журнала Электроаналитической Химии, который в то время был одним из ведущих реферируемых журналов в данной области. На сегодняшний день он также является вице-президентом издательства Presses Polytechniques et Universitaires Romandes. Юбер работал в составе многих редакторских коллегий, а сейчас занимает пост помощника редактора журнала Химическая Наука (eng — Chemical Science), который издаётся Королевским Химическим Обществом. Профессор Жиро занимал также пост председателя электрохимического подразделения в EUCHEMS с 2008 по 2010 годы, а также председателя ежегодного собрания Международного Сообщества Электрохимии в Лозанне в 2014 году.

## Коммерческая деятельность
Профессор Юбер Жиро является основателем 3 компаний:
- Dydropp (основана в 1982, упразднена в 1986), которая занималась производством устройств для видео-оцифровки капель при измерении поверхностного натяжения,
- Ecosse Sensors (основана в 1990, на настоящий момент является частью Inverness Medical Technologies, USA), которая производила угольные электроды методом лазерной абляции для детектирования тяжёлых металлов,
- DiagnoSwiss (основана в 1999), которая занимается производством систем быстрого иммунологического анализа.

## Научное признание
Работы профессора Жиро были процитированы более 15 000 раз, при этом h-индекc составил 63 по данным Web Of Science. (или более 20 000 и 75, соответственно, по статистике Google Scholar).
В 2006 году он был удостоен Медали Фарадея от Королевского Химического общества. В следующий год он был избран в почётные члены Международного Электрохимического Сообщества. В 2009 году он стал членом Королевского Химического Общества. В период с 2008 по 2011 год он получил профессорскую премию «Проекта 111» для работы в Китае от Министерства Образования КНР. В 2015 году Юбер был удостоен почётной награды Чарльза Рейли от Американского Сообщества Электроаналитической Химии.

## Научно-исследовательская деятельность в настоящее время

### Редокс батареи
Юбер Жиро активно участвует в продвижении систем для запасания чистой энергии, в частности, ванадиевых редокс батарей для превращения излишков электрической энергии в химическую. Так в сентябре 2015 года в городе Мартини была открыта опытная установка мощностью 200 кВт, способная генерировать водород по требованию и заправлять им экологически чистые автомобили.

### Электрохимия в МС-анализе
Профессор Жиро разработал метод ESTASI, в котором используется электрическое поле высокой напряжённости для ионизации молекул.

### Электрохимия границе раздела жидкость-жидкость
Ещё одним из научных интересов профессора Жиро является самосборка молекул и наночастиц на границе раздела жидкость-жидкость, а также фундаментальные исследования в области электрохимии мягкого вещества.